# Életre kelt napló
Az Életre kelt napló (eredeti cím: Read It and Weep) egy 2006-os amerikai filmvígjáték a Disney Channel eredeti produkciójában, Kay Panabaker és Danielle Panabaker főszereplésével, Paul Hoen rendezésében. Julia DeVillers Hogyan lett bestseller a titkos naplóm c. regénye alapján a forgatókönyvet írta Patrick J. Clifton és Beth Rigazio.
Az Amerikai Egyesült Államokban 2006. július 21-én mutatták be, Magyarországi premierje pedig 2007. március 14-én, 19:35-kor volt az HBO-n.[forrás?]

## Szereplők
| Szereplő        | Színész            | Magyar hang        |
| --------------- | ------------------ | ------------------ |
| Jamie Bartlett  | Kay Panabaker      | Bogdányi Titanilla |
| Vanessa "VEN"   | Danielle Panabaker | Vadász Bea         |
| Connor Kennedy  | Jason Dolley       | Molnár Levente     |
| Diana           | Robin Riker        | Farkasinszky Edit  |
| Ralph Bartlett  | Tom Virtue         | Holl Nándor        |
| Harmony         | Alexandra Krosney  | Molnár Ilona       |
| Lindsay         | Marquise C. Brown  | Simonyi Piroska    |
| Sawyer Sullivan | Allison Scagliotti | Csondor Kata       |
| Marco Vega      | Chad Broskey       | Hamvas Dániel      |
| Peggy Bartlett  | Connie Young       | F. Nagy Erika      |
| Lenny Bartlett  | Nick Whitaker      | Előd Botond        |

## Filmzene
| Cím                    | Előadó          |
| ---------------------- | --------------- |
| "Outside Looking In"   | Jordan Pruitt   |
| "Dance Alone"          | Sweet James     |
| "Monkey in the Middle" | The Merrymakers |
| "I Will Be Around"     | Nick Whitaker   |
| "Join the Party"       | Drew Seeley     |

## Premierek
| Ország                    | Dátum              |
| ------------------------- | ------------------ |
| Amerikai Egyesült Államok | 2006. július 21.   |
| Németország               | 2006. november 25. |
| Egyesült Királyság        | 2007. március 9.   |
| Magyarország              | 2007. március 14.  |
| Japán                     | 2007. március 19.  |
| Mexikó                    | 2009. április 17.  |
| Bulgária                  | 2009. november 21. |